# サラ・ブッシュ・リンカーン
サラ・ブッシュ・リンカーン（Sarah Bush Lincoln, 1788年12月13日 - 1869年4月12日）は、アメリカ合衆国大統領エイブラハム・リンカーンの継母。

## 経歴
1788年12月13日にケンタッキー州ハーディン郡エリザベスタウンでハンナとクリストファー・ブッシュへの三女として生まれた。父はa slave patrol captainで財政的にやや裕福で、"…活発、勤勉な男、大家族で息子や娘がいた。"と描写されている。2歳の時、エリザベスタウンに引っ越した。子供の頃、自らの外見を誇りにし、最新のファッションを着こなしていた。青がかっている灰色の目を持ち、若干色白だった。誇り高く、エネルギッシュで、勤勉で、きちんとして良識を有すると描写されている。
兄弟のアイザックは、トーマス・リンカーンにシンキング・ストリーム農場を売却した。

## 結婚と家族

### ダニエル・ジョンストン
1806年3月13日にダニエル・ジョンストンと結婚した。ダニエルにはジョン、エリザベス、マチルダの3人の子供がいた。
ほとんどまたは全く課税対象財産もなく、財政面で貧窮し、ダニエルの兄弟が時々やって来たりした。1814年にダニエルは看守となり、刑務所内に家族宿舎を得た。 サラは刑務所の料理人と掃除人になった。また、2人は裁判所の清掃を行った。1816年にダニエルは当時流行していたコレラで死亡した。その後、経済状況はやや好転し、サミュエル・Haycraftが所有していた小屋を購入し、豪華な家具を置き、私立学校に娘1人を送った。　

### トーマス・リンカーン

#### インディアナ州

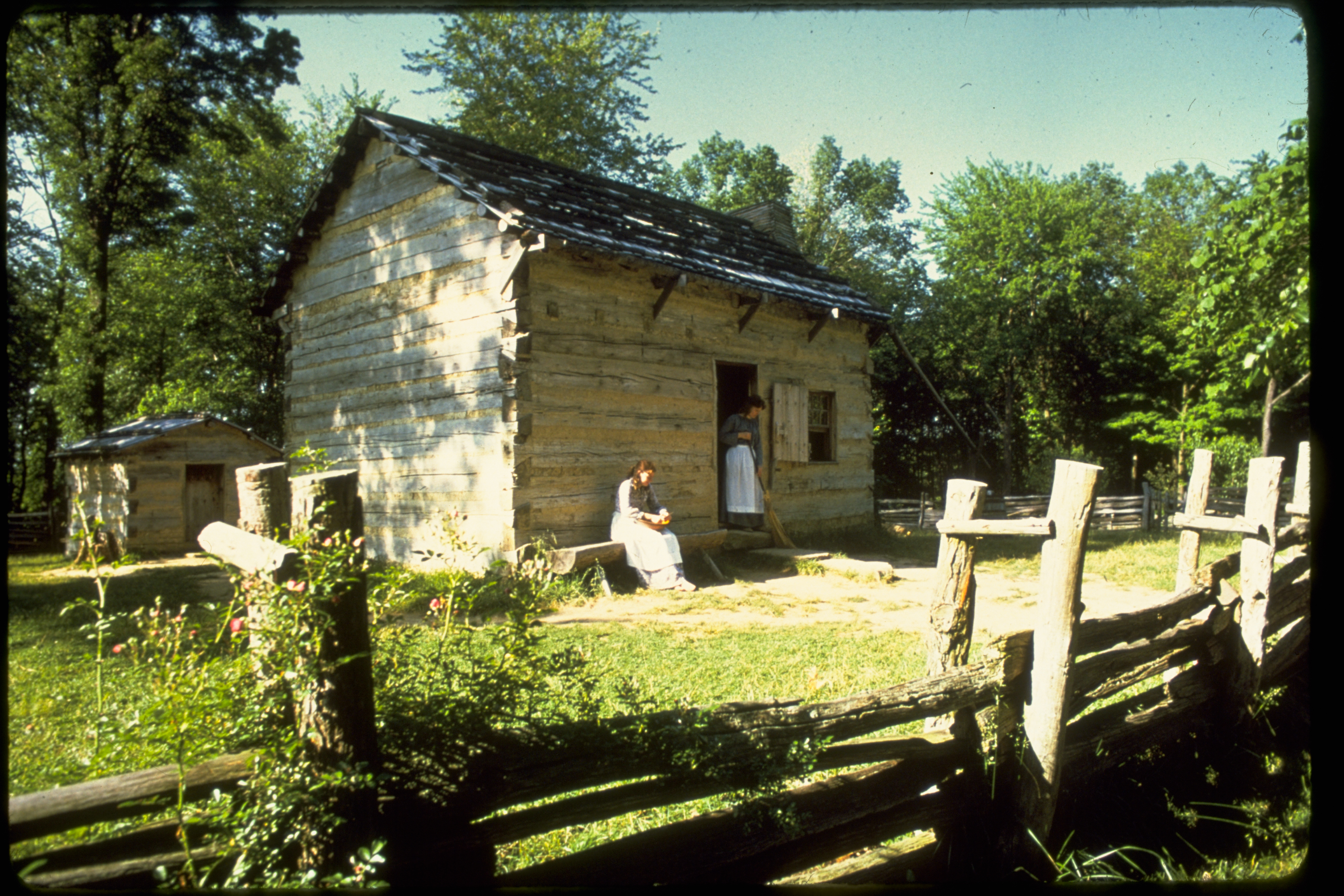
インディアナ州のリンカーン少年時代国立記念碑。

ケンタッキー州エリザベスタウンでトーマス・リンカーンと出会った。彼は1818年に妻を亡くしており、こう提案した。: "I have no wife and you no husband. I came a-purpose to marry you. I knowed you from a gal and you knowed me from a boy. I’ve no time to lose: and if you’re willin’ let it be done straight off."結婚を決めると、彼は彼女の債務残高を支払った。1819年12月2日、エリザベスタウンのメインストリート上の古いログハウスで結婚した。インディアナ州のリンカーンの農場に引っ越した。家具を新たに設置し(それは夫には豪華に見えた)、家を掃除し、木製の床、子供用のロフトの配置を主張し、油紙の窓と屋根を完成させた。
デニス・ハンクスはサラをこのように評した。:
Maybe it was something’ she tuk comfort in to have a man that didn’t drink an’ cuss none. She made a heap more o’ Tom, too, than pore Nancy did. Before winter he’d put in a new floor, he’d whipsawed an’ planed off so she could scour it; made some good beds an’ cheers, an’ tinkered at the roof so it couldn’t snow on us boys ‘at slep’ in the loft. Purty soon we had the best house in the kentry. Thar was eight of us then to do fur, but Aunt Sairy had faculty an’ didn’t ‘pear to be hurried or worried none. Little Sairy just chirked right up with a mother an’ two sisters fur comp’ny.
継子エイブラハムとサラも愛情を持って、自分自身の子供と同じように接した。いつも"ママ"と呼ばれ、ケンタッキー州から持ってきた聖書、イソップ寓話、天路歴程、　Lessons in Elocution　などを読むことを勧めた。
娘エリザベスは1821年にデニス・ハンクスと結婚し、サラとトーマスの自宅から約半マイルの所に住んでいた。 1823年、夫、夫の娘サラは近くのリトルピジョンクリークバプテスト教会に参加した。エイブラハムは、参加しなかったが、教会に通い、説教に耳を傾けた。彼は時々牧師の説教をパロディためトラブルになった。1826年、娘サラはアーロンGrisbyと結婚し、近くに住んでいた。彼女は出産の1年半以内に死亡した。リンカーン州立公園に埋葬された。マチルダは、サラ結婚後すぐにスクワイア・ホールと結婚し、引っ越した。 

#### イリノイ州

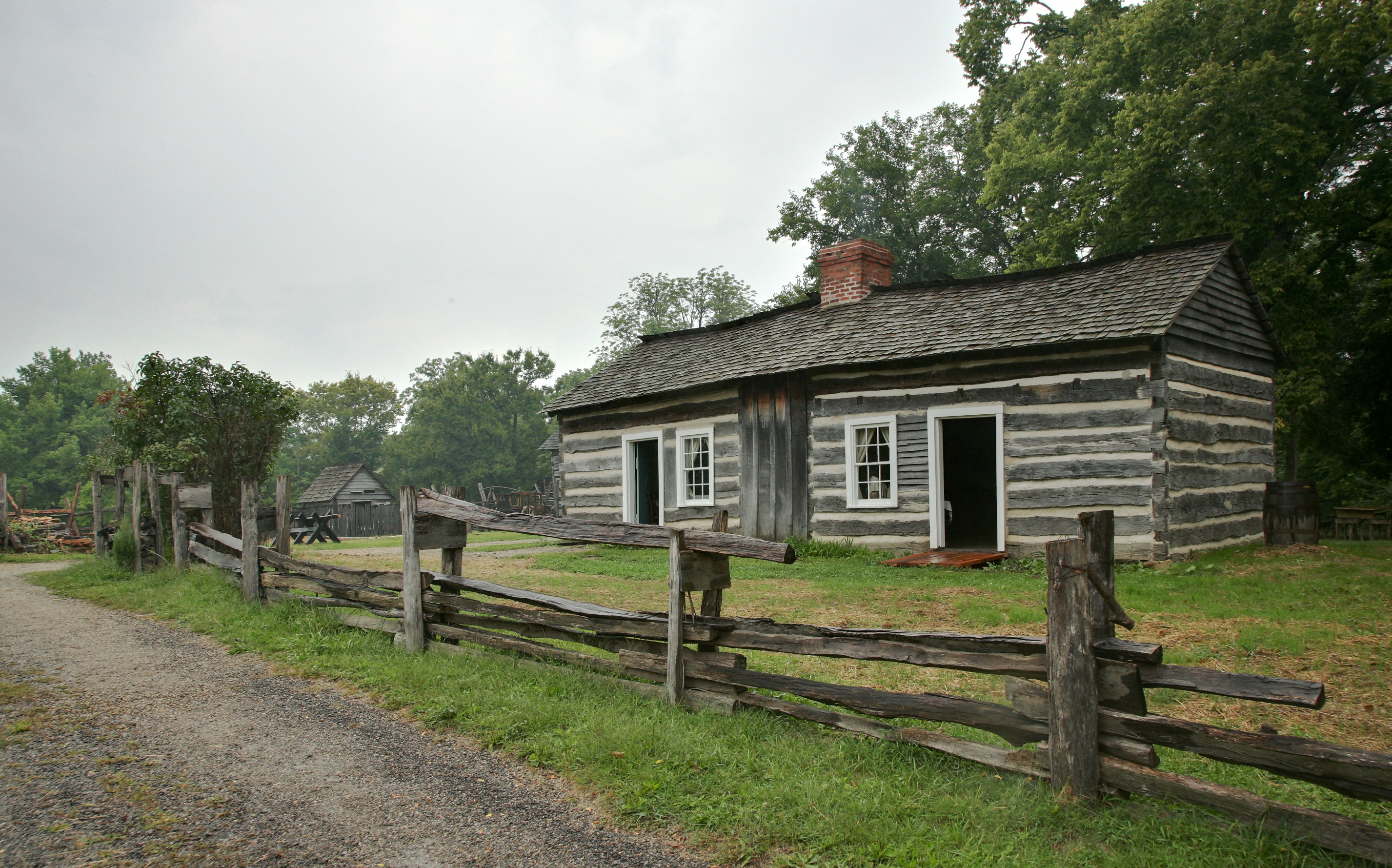
Lincoln Log Cabin State Historic Site

夫トーマスは、1830年初頭にインディアナ州の土地を売却し、、メイコン郡、次いで、1831年にコールズ郡に引っ越した。当時の家はLincoln Log Cabin State Historic Siteとして保存されている。
継子エイブラハムはコールズ郡にいた時、たびたび2人の元を訪れた。"saw him every year or two."と語っている。1851年の夫の死後も、同地に住み続け、1869年に死亡した。
Lernaのすぐ南、シロ墓地内の夫トーマスの傍らに埋葬された。

## エイブラハムとの関係
国立公園局のサラ・ブッシュ・ジョンストン・リンカーンの伝記は、次のようにエイブラハム・リンカーンと彼の継母との関係をまとめている:
Lincoln said of his stepmother "she proved to be a good and kind mother" to him. By all reports their relationship was excellent, and Mrs. Lincoln considered her stepson a model child who was always honest, witty, and "diligent for knowledge." He never needed a "cross word." In all the vast literature of controversy over Lincoln's early years, there is hardly an unkind word about Sarah Bush Johnston Lincoln.
エイブラハムは継母の影響を受けた。サラは笑うのが好きで、優しかった。18歳の時、エイブラハムは台所の天井に頭が付くほど、長身であった。サラは繰り返ししっかり髪を洗っておかないとと冗談を言った。そこから着想を得て、ある日、サラの留守中、友達と、足を泥に浸し、天井に付け、歩いた。それを見て、サラは脅すように笑った。

## 栄誉
- ケンタッキー州エリザベスタウンのサラ・ブッシュ・ジョンストン・リンカーン記念館[3]
- イリノイ州の自宅はLincoln Log Cabin State Historic Siteとして保存されている。
- イリノイ州コールズ郡のサラ・ブッシュ・リンカーン保健センターは彼女の名にちなんで名付けられた。

## その他
- Charles H. Coleman, (1923-1963) Sarah Bush Lincoln, the mother who survived him. East Illinois State College.
- Lincoln Financial Foundation Collection, (1959) Thomas Lincoln Family - Johnston-Lincoln Marriage. Lincoln Financial Foundation Collection.
- Lincoln Financial Foundation Collection, (1895) Thomas Lincoln Family. Lincoln Financial Foundation Collection.
- Louis Austin Warren (1922) Sarah Bush Lincoln: the beloved foster mother of Abraham Lincoln. Elizabethtown Woman's Club.
- Louis Austin Warren (1940) Three Lincoln Mothers. Lincoln National Life Insurance Company. Lincoln Financial Foundation Collection.